# Osorno Pilauco Airport
Osorno Pilauco Airport är en flygplats i Chile.   Den ligger i provinsen Provincia de Osorno och regionen Región de Los Lagos, i den södra delen av landet, 800 km söder om huvudstaden Santiago de Chile. Osorno Pilauco Airport ligger 74 meter över havet.
Terrängen runt Osorno Pilauco Airport är huvudsakligen platt, men åt nordväst är den kuperad. Runt Osorno Pilauco Airport är det ganska tätbefolkat, med 160 invånare per kvadratkilometer.. Närmaste större samhälle är Osorno, 2,3 km söder om Osorno Pilauco Airport. 
Trakten runt Osorno Pilauco Airport består till största delen av jordbruksmark.